# Yukie Chiri
Yukie Chiri (知里 幸恵?, Chiri Yukie; Noboribetsu, 8 giugno 1903 – Tokyo, 18 settembre 1922) è stata una traduttrice e trascrittrice giapponese di etnia ainu. È conosciuta per aver trascritto e tradotto gli yukar, saghe epiche della letteratura orale del popolo ainu.

## Biografia
Yukie Chiri nacque in una famiglia ainu nella cittadina di Noboribetsu in Hokkaidō, durante il periodo Meiji. A quel tempo, la Commissione per lo sviluppo di Hokkaidō stava aumentando la migrazione di persone di etnia giapponese, ricollocando forzatamente molte comunità ainu e privandole dei loro tradizionali mezzi di sostentamento. Il governo Meiji adottò alcuni provvedimenti per scoraggiare o proibire le pratiche culturali ainu, come il tatuaggio o l'uso stesso della lingua ainu, mentre allo stesso tempo imponeva la loro assimilazione all'interno la società giapponese; sul finire del secolo, alcuni scrittori ainu arrivarono a sostenere che l'assimilazione fosse l'unico metodo di sopravvivenza praticabile per la loro comunità.

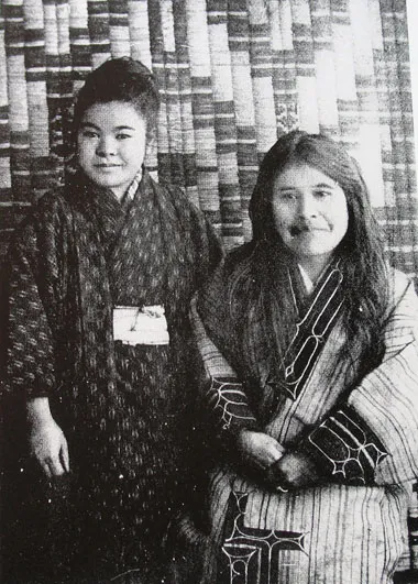
Yukie Chiri (a sinistra) con sua zia Imekanu (a destra).

All'età di sei anni, presumibilmente per alleviare il peso economico sui genitori, Yukie fu mandata a Chikabumi, al tempo una comunità ainu alla periferia della città di Asahikawa, a casa della zia materna Imekanu e la nonna Monasinouk, quest'ultima che parlava pochissimo giapponese ma che possedeva un vasto patrimonio di yukar. Yukie crebbe perciò bilingue in giapponese e in ainu, con una estesa familiarità con la letteratura orale ainu, che in quel tempo stava diventando sempre meno conosciuta. Frequentò la scuola elementare per bambini ainu di Chikabumi e nel 1917 fu ammessa alla Scuola Professionale femminile di Asahikawa, classificandosi quarta su centodieci, nonché emergendo come unica ragazza di etnia ainu. Sebbene si distinse negli studi, in particolare nelle materie umanistiche, a scuola dovette sopportare il bullismo e i pregiudizi anti-ainu, che instillarono in lei e in molte altre persone della sua generazione un doloroso complesso di inferiorità etnica. Inoltre dovette prendere frequenti pause dagli studi a causa della salute precaria: soffriva infatti di una malattia cardiaca congenita, una stenosi mitralica ereditata dal padre Takakichi e inizialmente mal diagnosticata come polmonite cronica.

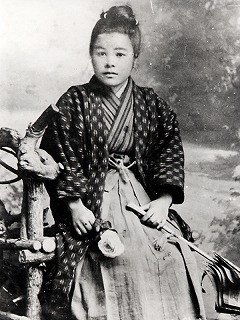
Yukie Chiri a nove anni.

La personale concezione di Yukie dell'assimilazione culturale era molto complessa. Nella prefazione di Ainu Shin'yōshū, osserva: «In un batter d’occhio il paesaggio naturale, così com’era sempre stato fin dai tempi antichi, è svanito, e che ne è stato delle persone che abitavano felicemente campi e montagne? Noi, i pochi rimasti, non possiamo che guardare basiti e increduli il mondo che va avanti».

### Carriera

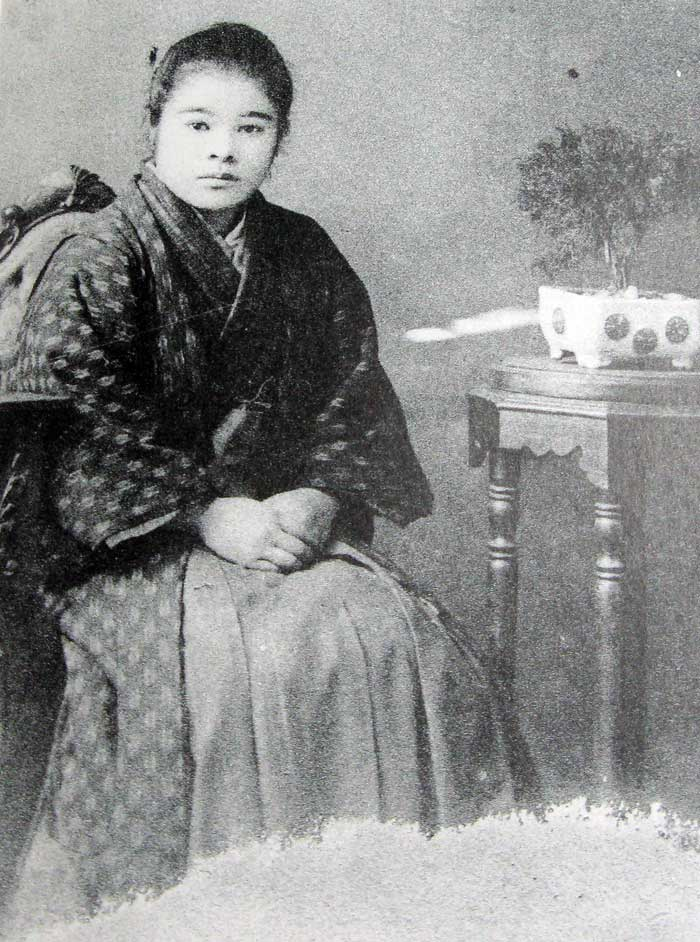
Yukie all'epoca della sua ammissione alla Scuola Professionale Femminile di Asahikawa, 1917.

Yukie era adolescente quanto, durante il periodo periodo Taishō, incontrò per la prima volta il linguista giapponese e studioso di lingua ainu Kyōsuke Kindaichi, in viaggio per l'Hokkaidō alla ricerca di persone che potessero trasmettere la letteratura orale degli ainu. Kindaichi si imbatté in Imekanu, Monasinouk e Yukie su consiglio del missionario britannico John Batchelor. Kindaichi riconobbe immediatamente il potenziale di Yukie e la coinvolse nel suo lavoro: quando le spiegò il valore che vedeva nel preservare il folclore e le tradizioni degli ainu, Yukie decise di dedicare il resto della sua vita a studiare, a registrare e a tradurre gli yukar.
Alla fine, Kindaichi ritornò a Tokyo, ma inviò a Yukie dei quaderni così da permetterle di registrare gli yukar recitati dalla nonna. Lei quindi iniziò ad annotare gli yukar in lingua ainu usando l'alfabeto latino, e traducendoli in giapponese a fronte. All'inizio del 1922 Kindaichi le propose di raggiungerlo a Tokyo per aiutarlo nel suo lavoro di studio e traduzione. Nonostante l'opposizione dei genitori a causa della sua salute compromessa, Yukie riuscì a convincerli e nel maggio dello stesso anno raggiunse Kindaichi e la sua famiglia a Tokyo. Di giorno aiutava nelle faccende domestiche e badava ai bambini, mentre la sera studiava inglese, aiutava il professore nelle ricerche e perfezionava la bozza di Ainu Shin'yōshū, per darla in stampa alla collana Rōhen Sōsho di Kunio Yanagita.
Yukie, già debilitata dal caldo dell'estate giapponese e da un improvviso peggioramento della malattia, morì la stessa notte in cui completò Ainu Shin'yōshū per insufficienza cardiaca, all'età di 19 anni.

## Pubblicazioni postume

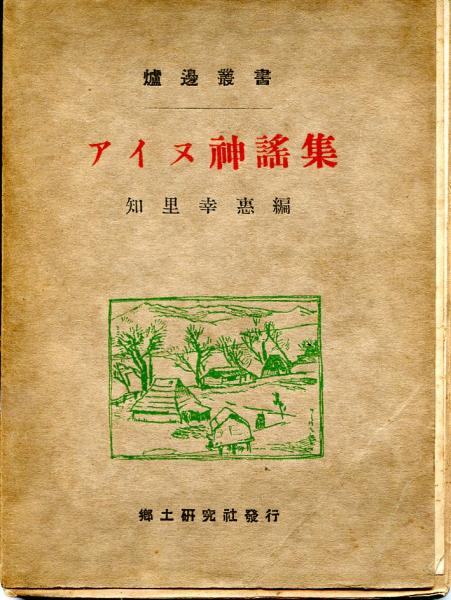
La prima edizione di Ainu Shin'yōshū, 1923.

L'antologia di Yukie fu pubblicata nel 1923, l'anno dopo la sua morte, con il titolo Ainu Shinyōshū (アイヌ神謡集? "Raccolta di miti ainu"). Sebbene mandato in stampa dal suo mentore Kindaichi con la collaborazione di Yanagita, nessuno dei due aggiunse il proprio nome alla raccolta: la prefazione e il contenuto furono scritti interamente da Yukie. Il libro contiene sia le traduzioni giapponesi sia gli inestimabili originali in lingua ainu trascritti in alfabeto latino, proprio come i suoi quaderni. Questo testo riscosse un grande successo nalla stampa dell'epoca, creando un rinnovato rispetto per la cultura degli ainu tra i lettori giapponesi, e si impose come la più importante (nonché la prima) fonte scritta degli yukar.
Successivamente Mashiho Chiri, suo fratello minore, continuò la sua educazione sotto il patrocinio di Kindaichi e divenne un rispettato studioso di lingua ainu. I lavori di Yukie e di Mashiho furono sostenuti da Keizō Shibusawa, nipote di Eiichi Shibusawa, attraverso donazioni anonime.
Imekanu, dopo la morte della nipote, decise di continuare il lavoro di trascrizione e traduzione degli yukar che lei stessa ricordava a memoria, fornendo a Kindaichi un totale di più di settanta quaderni manoscritti che furono poi pubblicati in un'antologia di nove volumi a partire dal 1959.

## Media
Tra la fine del 2023 e l'inizio del 2024 viene distribuito in Giappone il film biografico Kamui no uta (カムイの歌, reso graficamente SONGS of KAMUI), la cui protagonista Teru è fortemente ispirata alla figura di Yukie e la trama segue le vicende della sua vita, dal bullismo etnico alla trascrittura e traduzione degli yukar, fino alla tragica morte.